# Augochlora patruelis
Augochlora patruelis är en biart som först beskrevs av Joseph Vachal 1911.  Augochlora patruelis ingår i släktet Augochlora och familjen vägbin. Inga underarter finns listade.